# پالم ایر
پالم ایر (به انگلیسی: Palm Aire) یک منطقهٔ مسکونی در ایالات متحده آمریکا است که در شهرستان براوارد، فلوریدا واقع شده‌است. پالم ایر ۰٫۶ کیلومتر مربع مساحت و ۱٬۵۳۹ نفر جمعیت دارد و ۳ متر بالاتر از سطح دریا قرار دارد.